# Cœurs d'occasion
Pour plus de détails, voir Fiche technique et Distribution.
Cœurs d'occasion (Second-Hand Hearts) est un film américain réalisé par Hal Ashby, sorti en 1981.

## Fiche technique
- Titre original : Second-Hand Hearts
- Titre français : Cœurs d'occasion
- Réalisation : Hal Ashby
- Scénario : Charles Eastman (en)
- Photographie : Haskell Wexler
- Musique : Willis Alan Ramsey
- Production : James William Guercio (en)
- Pays d'origine : États-Unis
- Format : Couleurs - Stéréo
- Genre : comédie
- Date de sortie : 1981

## Distribution
- Robert Blake : Loyal Muke
- Barbara Harris : Dinette Dusty
- Collin Boone : Human Dusty
- Amber Rose Gold : Iota
- Jessica Stansbury : Sandra Dee
- Erica Stansbury : Sandra Dee
- Bert Remsen : Voyd
- Shirley Stoler : Maxy